# Lactobacillus diolivorans
Lactobacillus diolivorans è una specie di batterio appartenente alla famiglia delle Lactobacillaceae.